# Отворено првенство Хрватске у тенису 2007 — парови
Осамнаести тениски АТП турнир Хрватска опен одржан је у Умагу у Хрватској у времену од 23. јула - 29. јула 2007. године.
У игри парова ово је шести турнир, јер је такмичење у игри парова уврштено тек 2002.. Турнир се игра на земњаним тренима на отвореном за наградни фонд од $ 416.000 односно € 353.450. Учествује 16 парова са такмичарима из 16 земаља.
Занимљивост са овог турнира што је тренутно трећи играч на светској листи Новак Ђоковић играо у пару са својим млађим братом Марком, коме је ово први професионални турнир.
Победници турнира су други носиоци Лукас Длухи Чешка и Михал Мартинек Словачка, који су победили прошлогодишње победнике, прве носиоце, чехословачи пар Јарослав Лавински и Давид Скоч са 6-1, 6-1.
Списак носилаца:
| 1. Јарослав Лавински / Давид Скоч Чешка (56) 2. Лукас Длухи Чешка / Михал Мартинек Словачка (106) 3. Алберт Монтањес / Рубен Рамирез Идалго Шпанија (157) 4. Хосе Акасусо / Максимо Гонзалес Аргентина (235) |

- Број у загради означава пласман на АТП листи16. јула 2007.

## Прво коло
23. јул до 26. јула 
| бр. меча | 1. пар                                                     | Резултат       | 2. пар                                                  |
| 1.       | Јарослав Лавински (1) · Давид Скоч Чешка                   | 6-4, 6-1       | Џими Делгадо Уједињено Краљевство · Миша Зверев Немачка |
| 2.       | Роко Каранушић Хрватска · Виктор Троицки Србија            | 6-3, 5-7, 7-10 | Каелос Белроко · Александро Фабри Аргентина             |
| 3.       | Алберт Монтањес (3) · Рубен Рамирез Идалкго Шпанија        | 3-6, 5-7       | Иван Додиг Босна и Херцеговина · Франк Мозер Немачка    |
| 4.       | Виктор Ханеску Румунија · Жан-Клод Шерер Швајцарска        | 6-3, 7-5       | Пјетро Фанучи (ВК) · Филипо Воландри Италија            |
| 5.       | Марин Чилић · Ловро Зовко Хрватска                         | 6-4, 7-6(4)    | Џаспер Смит · Мартин Ван Хастерен Француска             |
| 6.       | Русевски Предраг Република Македонија · Горан Тошић Србија | 4-6, 2-6       | Хосе Асасусо (4) · Максимо Гонзалес Аргентина           |
| 7.       | Матје Монкур · Едуар Роже-Васлен Француска                 | 7-5, 6-1       | Новак Ђоковић (ВК) · Марко Ђоковић Србија               |
| 8.       | Томаш Беднарек Пољска · Жан Жилијен Ројер                  | 5-7, 6-7(2)    | Лукас Длухи Чешка (2) · Михал Мартинек Словачка         |

## Четвртфинале
26. јул и 27. јул
| бр. меча | 1. пар                                               | Резултат       | 2. пар                                              |
| 1.       | Јарослав Лавински (1) · Давид Скоч Чешка             | 6-0, 2-6, 11-9 | Каелос Белроко · Александро Фабри Аргентина         |
| 2.       | Иван Додиг Босна и Херцеговина · Франк Мозер Немачка | 6-3, 5-7, 7-10 | Виктор Ханеску Румунија · Жан-Клод Шерер Швајцарска |
| 3.       | Марин Чилић · Ловро Зовко Хрватска                   | 6-2, предаја   | Хосе Асасусо (4) · Максимо Гонзалес Аргентина       |
| 4.       | Матје Монкур · Едуар Рожер-Васлен Француска          | 3-6, 2-6       | Лукас Длухи Чешка (2) · Михал Мартинек Словачка     |

## Полуфинале
27. јул и 28. јул
| бр. меча | 1. пар                                   | Резултат        | 2. пар                                              |
| 1.       | Јарослав Лавински (1) · Давид Скоч Чешка | 5-7, 7-5, 13-11 | Виктор Ханеску Румунија · Жан-Клод Шерер Швајцарска |
| 2.       | Марин Чилић · Ловро Зовко Хрватска       | 3-6, 2-6        | Лукас Длухи Чешка (2) · Михал Мартинек Словачка     |

## Финале
29. јул
| бр. меча | 1. играч                                 | Резултат | 2. играч                                        |
| 1.       | Јарослав Лавински (1) · Давид Скоч Чешка | 6-1, 6-1 | Лукас Длухи Чешка (2) · Михал Мартинек Словачка |